# Zacharias Wagner
Zacharias Wagner, auch „Wagener“ oder „Wagenaer“, (* 10. Mai 1614 in Dresden; † 18. Oktober 1668 in Amsterdam) hatte im Dienste der Niederländischen Westindien-Kompanie und nach 1642 der Ostindien-Kompanie in Brasilien bzw. Ostasien und Südafrika eine ereignisvolle Karriere vom Schreiber, Zeichner zum Oberkaufmann und Inhaber zahlreicher Ehrenämter und Funktionen gemacht. Seine Entscheidungen und Berichte hatten einen großen Einfluss auf die zeitgenössische Entwicklung, seine Aquarelle gelten heute als prominente Quelle zu Land und Leuten in Brasilien unter niederländischer Herrschaft, und sein Augenzeugenbericht über den Meireki-Großbrand in Edo (heute Tokio) wurde von Arnoldus Montanus der zeitgenössischen Leserschaft unterbreitet.

## Leben

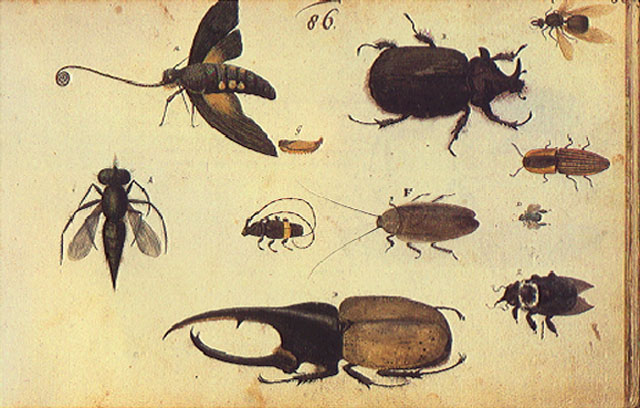
Insekten in Wagners Thier Buch

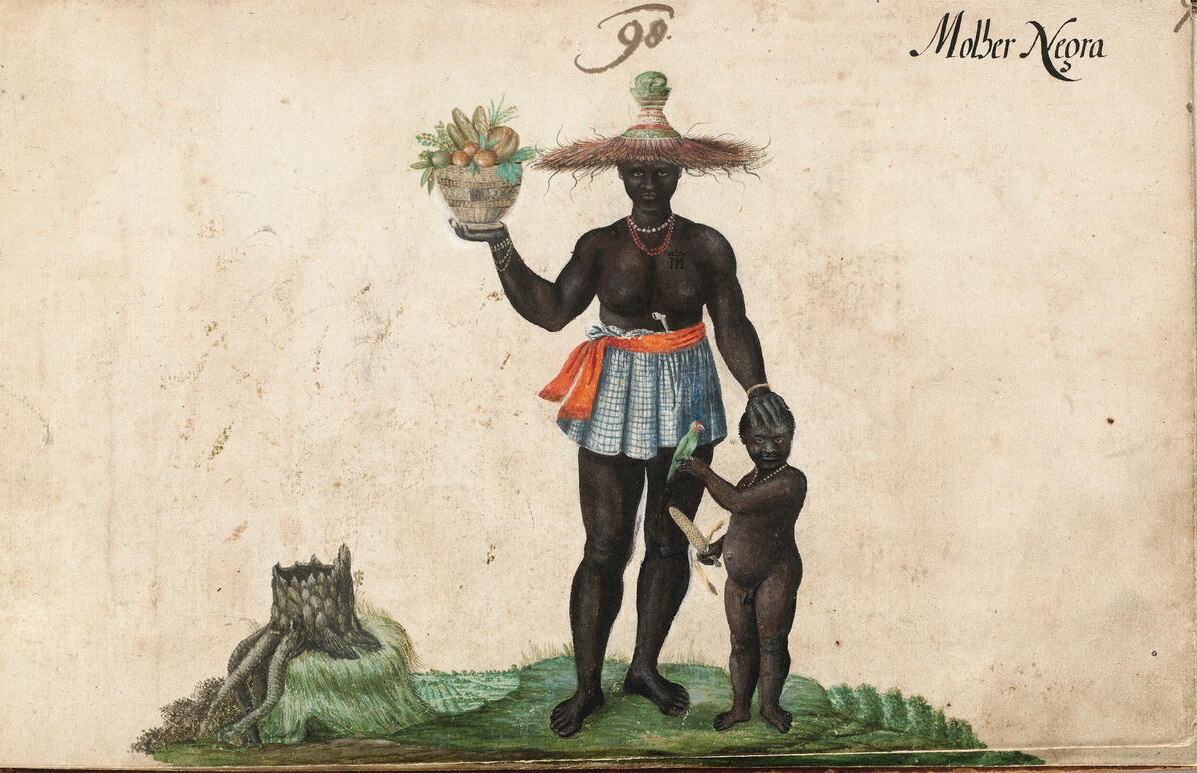
Junge Frau

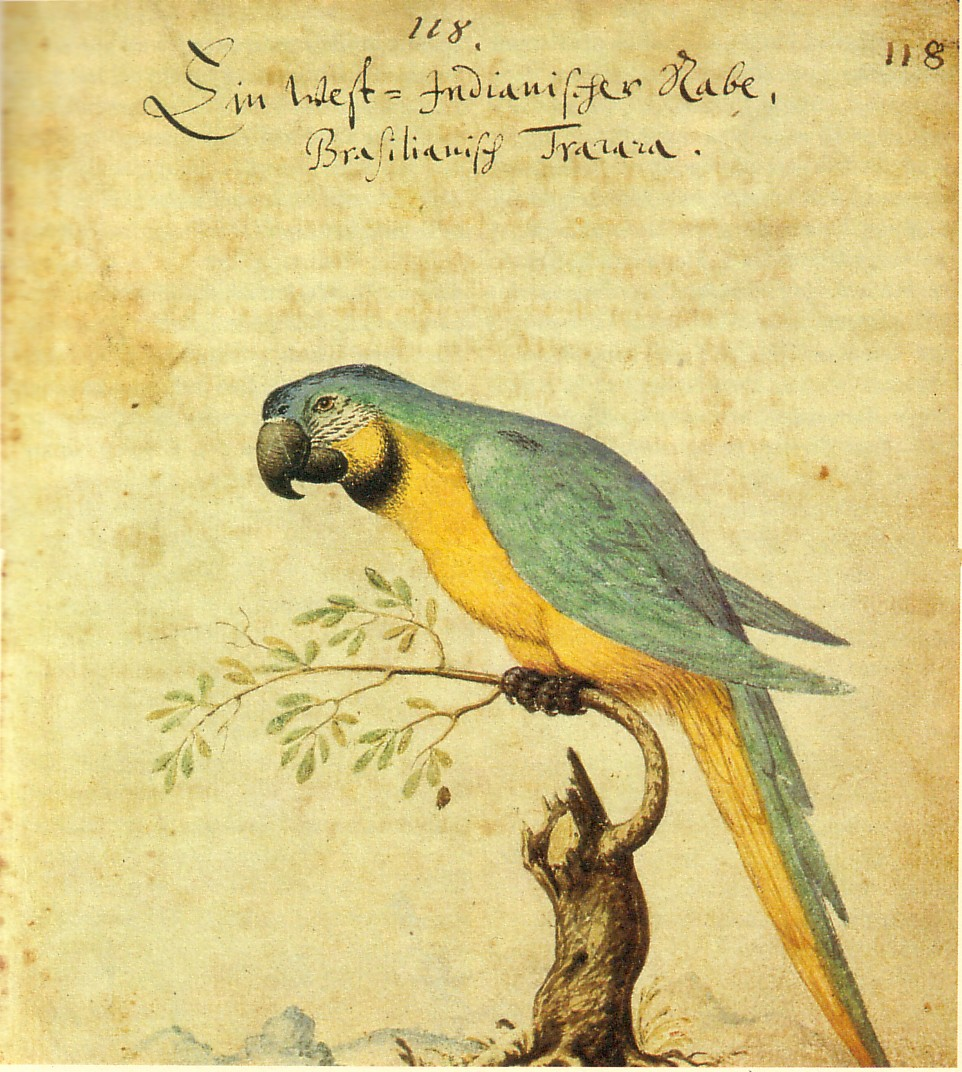
Angeregt von Wagners „Tier-Buch“ zeichnete auch sein Zeitgenosse Caspar Schmalkalden brasilianische Motive, hier einen damals so genannten „west-indianischen Raben“

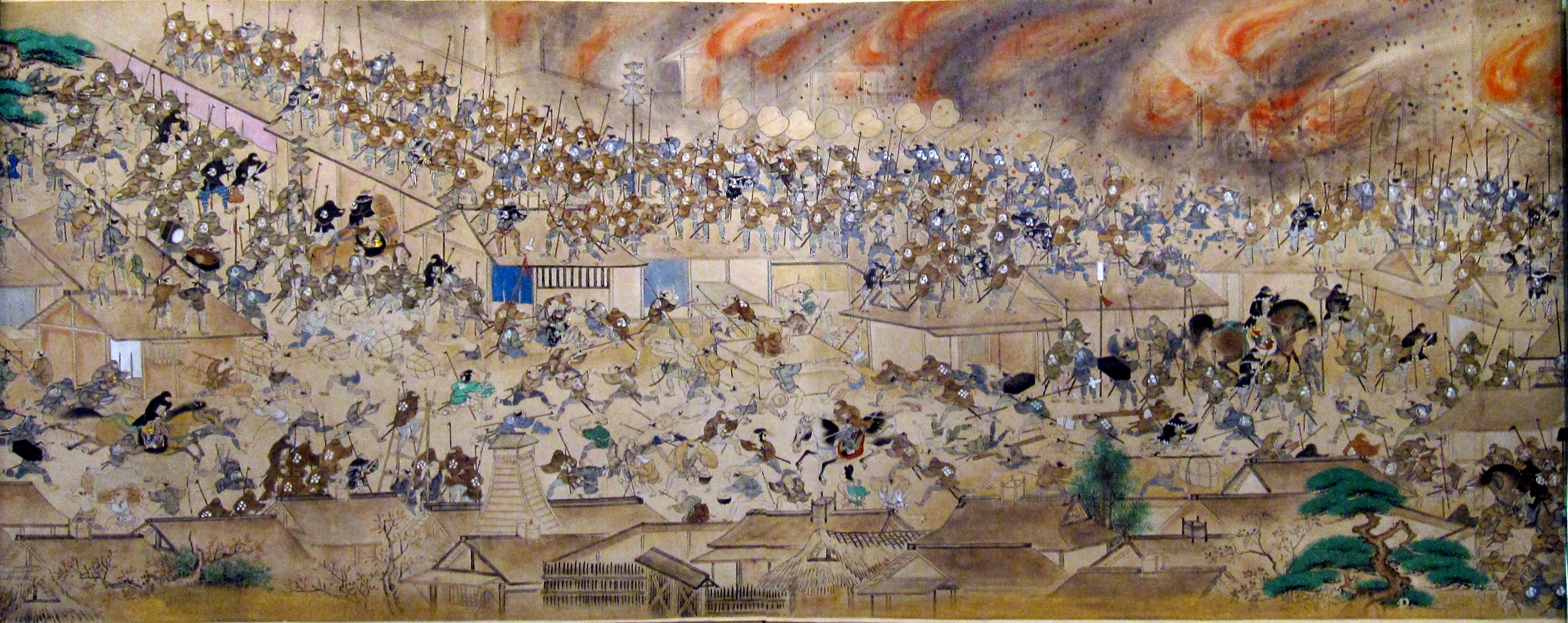
Der Meireki-Großbrand dauerte drei Tage an und verursachte 100.000 Tote. Die Wiederaufbauarbeiten nahmen zwei Jahre in Anspruch, die das Shogunat zur Reorganisierung der Stadt nutzte.

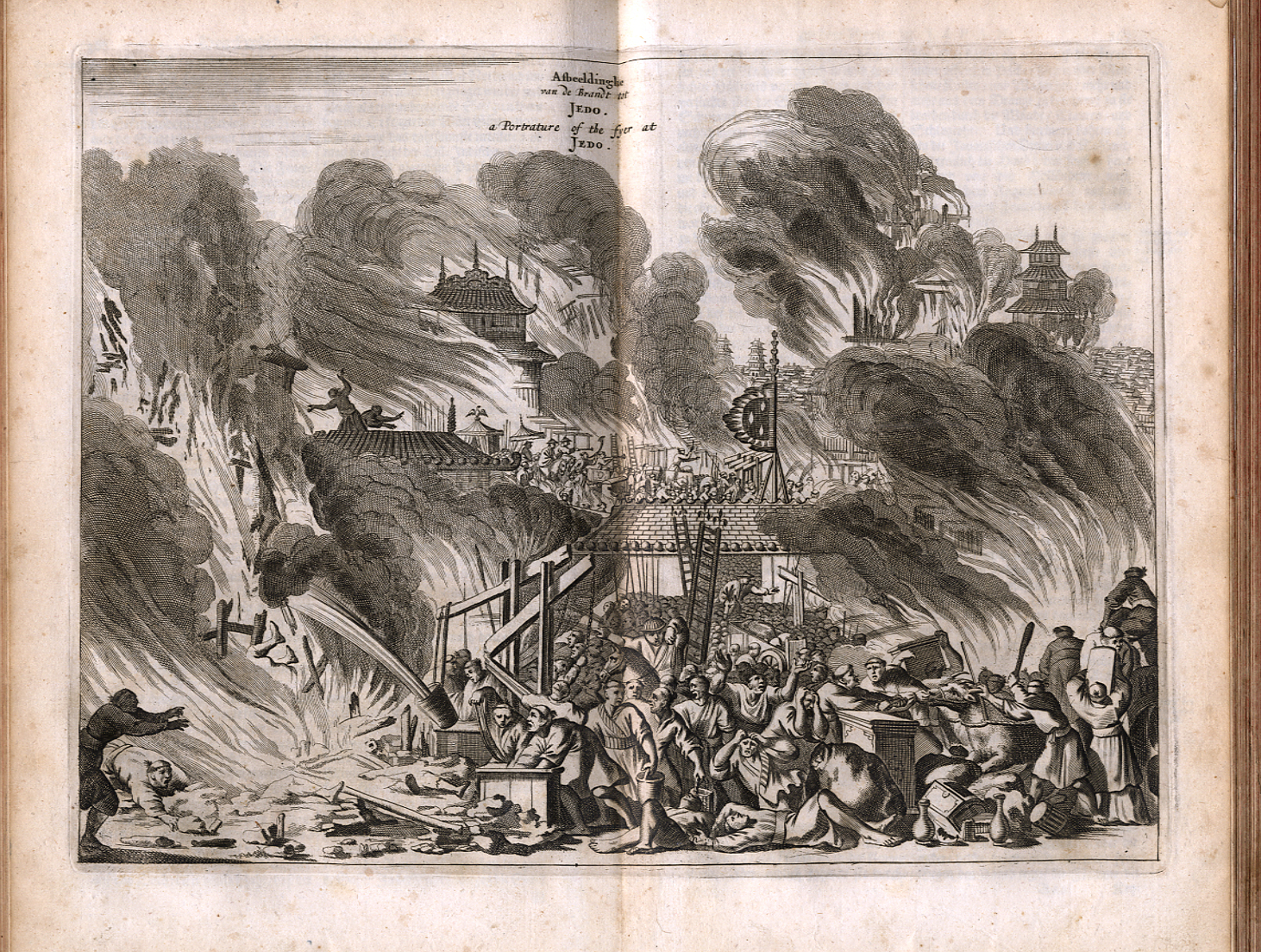
Der Meireki-Großbrand in Arnold Montanus: Gedenkwaerdige Gesantschappen der Oostindische Maatschappy in’t Vereenigde Nederland aan de Kaisaren van Japan. 1669.

Zacharias Wagner stammte aus Altendresden, wo sein Vater als Richter und „Religion-Amts-Verweser“ wirkte. Wie viele seiner Altersgenossen hatte er Mühe, seinen Platz in den Wirren des Dreißigjährigen Kriegs zu bestimmen und beschloss im Alter von 19 Jahren, sein Glück in der Ferne zu suchen. Mit Einverständnis der Eltern zog er 1633 zunächst nach Hamburg, dann nach Amsterdam auf, wo er ein Jahr lang bei dem Verleger und Kartenhersteller der Ostindien-Kompanie Willem Janszoon Blaeu arbeitete. Auf Anraten von Blaeu heuerte er dann bei der [Niederländische Westindien-Kompanie|Niederländischen Westindien-Kompanie] an. Als gemeiner Soldat segelte er auf dem Schiff „Amsterdam“ nach Brasilien, das seinerzeit unter niederländischer Herrschaft stand. In Recife wirkte er zunächst als Muster-Schreiber in der Fortresse Ernestus, dann als Küchenschreiber des Statthalters der jungen Kolonie Johann Moritz von Nassau-Siegen (1604–1679), der den Ausbau der Kolonie mit großer Umsicht vorantrieb. Unter dessen Leitung wurden Festungen und Niederlassungen gegründet, die Verwaltung geordnet und eine bessere Behandlung der Indios und afrikanischen Sklaven durchgesetzt. Aus Europa ließ er Künstler und Wissenschaftler wie Frans Post, Pieter Post, Albert Eckhout, Willem Piso, Georg Marggraf kommen, um die Ressourcen und Schönheiten Brasiliens bekannt zu machen. Ein „Tierbuch“ mit 109 Aquarellen von Wagners Hand zeigt, dass auch er in diesem Umfeld stark stimuliert wurde.
Im Frühjahr 1638 drang Moritz von Nassau an der brasilianischen Küste nach Süden vor, wo er vergeblich Bahia belagerte. Wagner nahm an diesem Feldzug teil, kehrte aber im folgenden Jahr nach Europa zurück, wo er im Auftrag von Moritz von Nassau Briefe, Malereien und Papageien an Empfänger in Haag, Delft, Rotterdam und Leiden übermittelte.
In seiner Heimatstadt hielt es ihn nur vier Monate. Im Herbst 1642 reiste er erneut nach Amsterdam und segelte, diesmal als Adelborst (hier in der Bedeutung „Gefreiter“), in Diensten der Ostindien-Kompanie nach Batavia. Dort wurde er Assistent von Antonio van Diemen, dem Generalgouverneur der Kompanie. Unter dessen Nachfolger Cornelis van der Lijn avancierte Wagner zum ersten Schreiber. Als sein Vertrag 1649 verlängert wurde, erreicht er eine zusätzliche Bestallung als Kaufmann, was ihm den Weg in höhere Positionen eröffnete. Schon im folgenden Jahre wurde er „Extraordinar-Rath von Indien und Commissarius“. Zwei Jahre später machte er sich um die Auslösung niederländischer Gefangener in „Quinam“ (Quảng Nam) verdient. 1653 zog er als „Commissar und Ambassadeur“ zusammen mit dem Kaufmann Friedrich Schedel im Auftrag der Kompanie mit zwei Schiffen nach Kanton, um die Aufnahme von Handelsbeziehungen mit China zu fördern. Zwar scheiterte dieser Vorstoß, half aber bei den Vorbereitungen der Gesandtschaft von Pieter van Goijer und Jacob Keijser an den Hof in Beijing.
Im Sommer 1656 segelte Wagner nach Japan, um die Leitung der Niederlassung Dejima in Nagasaki für ein Jahr zu übernehmen. Vielerlei im Diensttagebuch ausführlich registrierte Episoden lassen einen temperamentvollen Charakter erkennen, der ihm unter den Japanern den Spitznamen  ‚Donnermann‘ einbrachte. Anfang 1657 reiste er nach Edo, um am Hofe des Shōgun Tokugawa Ietsunain einer den Niederländern auferlegten Zeremonie den Dank der Kompanie für die Erlaubnis zum Handel in Japan zu übermitteln. Nur mit knapper Not überlebten Wagner und seine Gefährten in Edo eine der größten japanischen Brandkatastrophen der Neuzeit, die etwa 100 000 Opfer forderte. Sein Bericht wurde durch die von Arnoldus Montanus kompilierten Denckwürdige Gesandtschafften der Ost-Indischen Gesellschaft in den Vereinigten Niederländern an unterschiedliche Keyser von Japan (1669) in Europa weithin bekannt. Ein von Wagner angefertigtes Aquarell der Brandwüste findet sich im Edo-Tokyo-Museum (Tokio). Wagners erster Turnus in Japan endete im Herbst 1657.
Im Sommer 1658 zog er erneut für ein Jahr nach Nagasaki. Während seines ersten Aufenthaltes war er auf die Kaolin-Lagerstätten bei Arita (Nordkyushu) und das hohe technische Niveau der lokalen Keramiker aufmerksam geworden. Da die chinesische Porzellanherstellung im Produktionszentrum Jingdezhen infolge der im Süden noch andauernden Kämpfe zwischen den Truppen der Qing (Mandschu) und Anhängern der 1644 zusammengebrochenen Ming-Dynastie faktisch zum Erliegen gekommen war, suchte die Kompanie vom Nahen bis zum Fernen Osten nach alternativen Bezugsquellen. 1659 gab Wagner eine erste Bestellung für japanisches Porzellan auf. Das über den Hafen Imari nach Nagasaki und von dort über Batavia nach Europa gebrachte Porzellan erfreute sich bald als Imari-Porzellan höchster Wertschätzung.
Zurück in Batavia übernahm Wagner die Friedensverhandlung mit dem Herrscher von Makassar und 1661 das Amt des Oberbaumeisters.
1662 löste er am Kap der Guten Hoffnung den Gründer der Kapkolonie und deren ersten Kommandeur, Jan van Riebeeck, ab. Mit dem Bau eines Wasserbeckens stellt Wagener die Versorgung der jungen Siedlung wie auch der anlandenden Schiffe erstmals sicher. 1666 kehrte er nach Batavia zurück, doch reichte er schon ein Jahr darauf sein Abschiedsgesuch ein und segelt mit der sogenannten Retourflotte im Rang eines Vizeadmirals nach Europa zurück.
Unter den von der Ostindien-Kompanie beschäftigten Deutschen hatte Wagner eine beispiellose Karriere gemacht. Doch bei der Ankunft in den Niederlanden stand es schlecht um seine Gesundheit. Nach wenigen Monaten starb er im Alter von 54 Jahren und wurde in der Oude Kerk zu Amsterdam beigesetzt. Von seinem Tagebuch ist nur ein Auszug überliefert, der heute im Kupferstichkabinett Dresden gehütet wird: Kurze Beschreibung der 35-jährigen Reisen und Verrichtungen, welche Weyland Herr Zacharias Wagener in Europa, Asia, Africa und America, meistentheils zu Dienst der Ost- und West-Indianischen Compagnie in Holland, rühmlichst gethan und abgeleget, gezogen aus des seelig gehaltenen eigenhändigen Journal.

## Werke
- Thier Buch / darinnen / viel unterschiedlicher Arter der Fische vögel vierfüssigen Thiere Gewürm, Erd= und / Baumfrüchte, so hin undt wieder in Brasilischen bezirck, und gebiethe, Der Westindischen Com / pagnie zu schauwen undt anzutreffen und daher in den Teutschen landen fremde und unbekant  / Alles selbst […] bezeiget / In / Brasilien / Unter hochlöblicher Regierung des hochgebornen / Herren Johand Moritz Graffen von Nassau / Gubernator Capitain, und Admiral General / von / Zacharias Wagenern / von Dresden.  (Kupferstichkabinett, Dresden)

## Zeitgenössische Quellen
- Johan Nieuhof: Gezantschap Der Neerlandtsche Oost-Indische Compagnie, Aan Den Grooten Gesandtschap der Neerlandtsche Oost-Indische Compagnie aan den Grooten Tartarischen Cham. T’Amsterdam By Jacob van Meurs, Anno 1665.
- Johan Neuhof: Die Gesandtschaft der Ost=Indischen Geselschaft in den Vereinigten Niederländern an den Tartarischen Cham und Sinischen Keyser Verrichtet durch die Herren Peter do Gojern und Jacob Keisern. In Amsterdam Gedruckt und verlegt durch Jacob Mörs, Anno 1669.
- Arnoldus Montanus: Gedenkwaerdige Gesantschappen der Oost-Indische Maetschappy in’t Vereenigde Nederland, aen de Kaisaren van Japan. T’Amsterdam, By Jacob Meurs, Anno 1669.
- Arnoldus Montanus: Denkwürdige Gesandtschafften der Ost=Indischen Gesellschaft in den Vereinigten Niederländernan unterschiedliche Keyser von Japan […] Aus den Schriften und Reyseverzeichnüssen gemelter Gesanten gezogen Durch Arnoldus Montanus. Zu Amsterdam Bey Jacob Meurs, Anno 1669.